# 82559 Emilbřezina
(82559) Emilbřezina, denumire internațională (82559) Emilbrezina, este un asteroid din centura principală de asteroizi.

## Descriere
82559 Emilbřezina este un asteroid din centura principală de asteroizi. A fost descoperit pe 28 iulie 2001 la Observatorul din Ondřejov par l'Observatorul din Ondřejov. Asteroidul prezintă o orbită caracterizată de o semiaxă mare de 2,65 ua, o excentricitate de 0,09 și o înclinație de 3,4° în raport cu ecliptica.